# Ralph Erskine
Ralph Erskine, född 24 februari 1914 i London, död 16 mars 2005 i Drottningholm i Ekerö, var en brittisk-svensk arkitekt. Han var en av förgrundsgestalterna inom svensk arkitektur under en stor del av 1900-talet. Hans arkitektur präglades av hänsyn till klimat och miljö, och uppmärksammades även internationellt. Ett av Ralph Erskines sista arbeten var Greenwich Millennium Village i London, som han arbetade med från 1997 fram till sin död 2005.

## Utbildning och flytten till Sverige

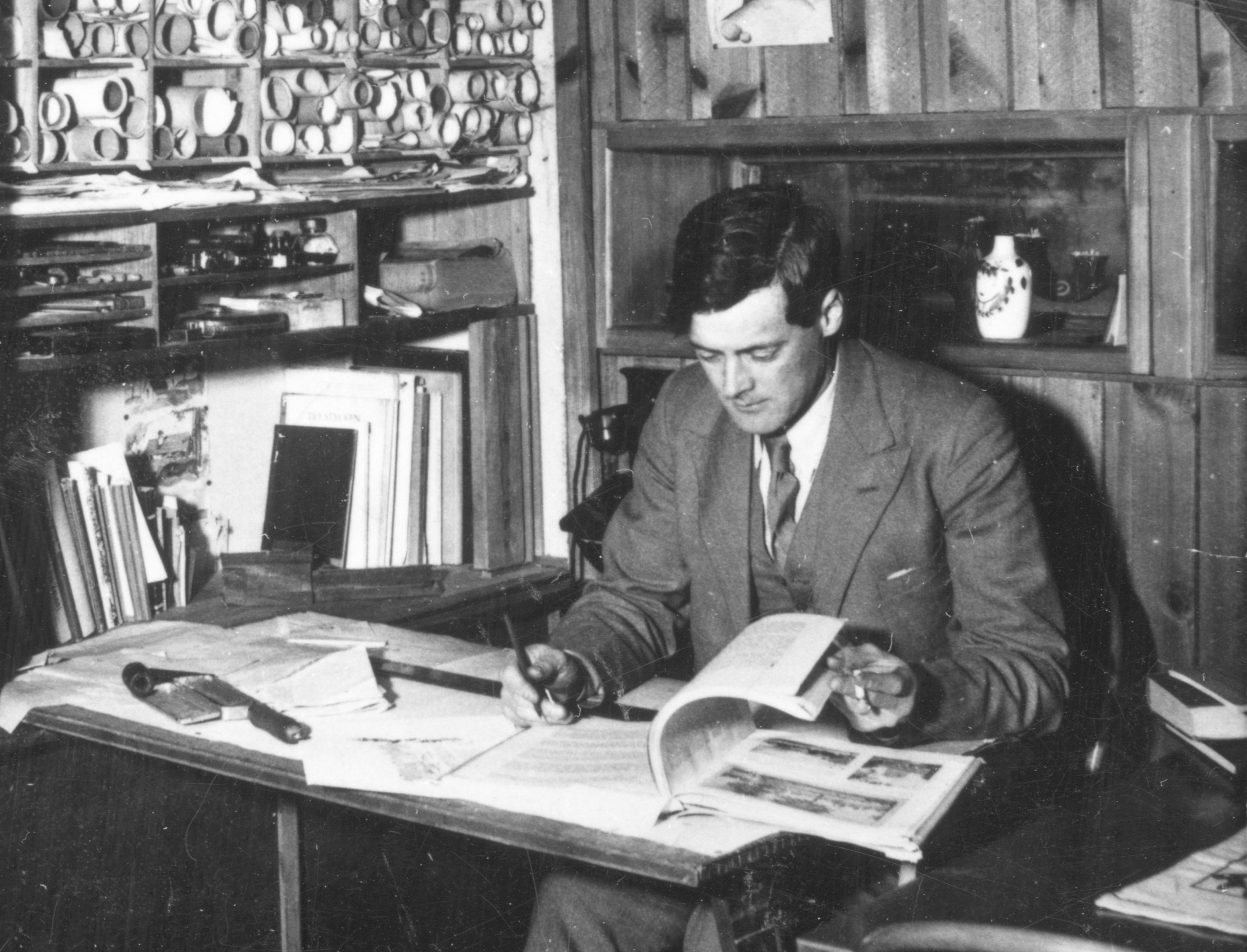
Kontoret i Lådan, Lissma 1945

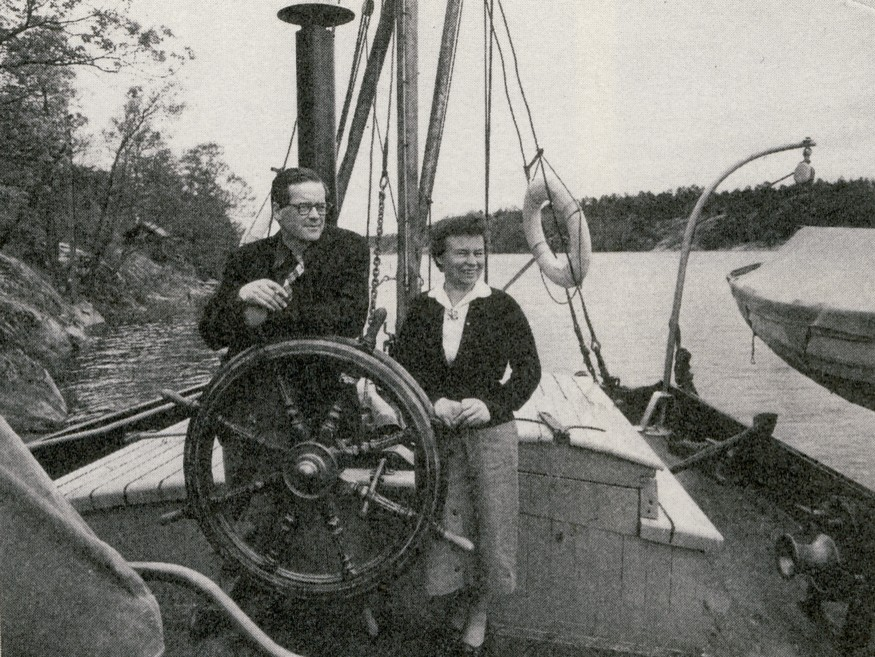
Ralph och Ruth Erskine på "Verona" 1957

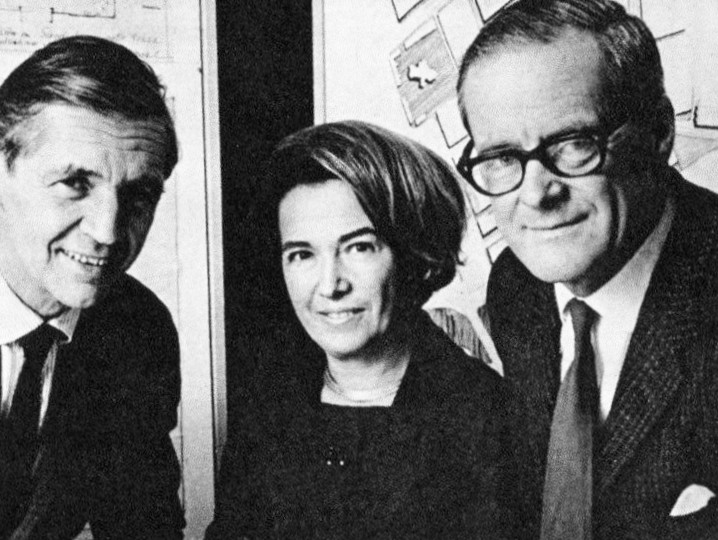
Tillsammans med Anders Tengbom och Léonie Geisendorf 1966

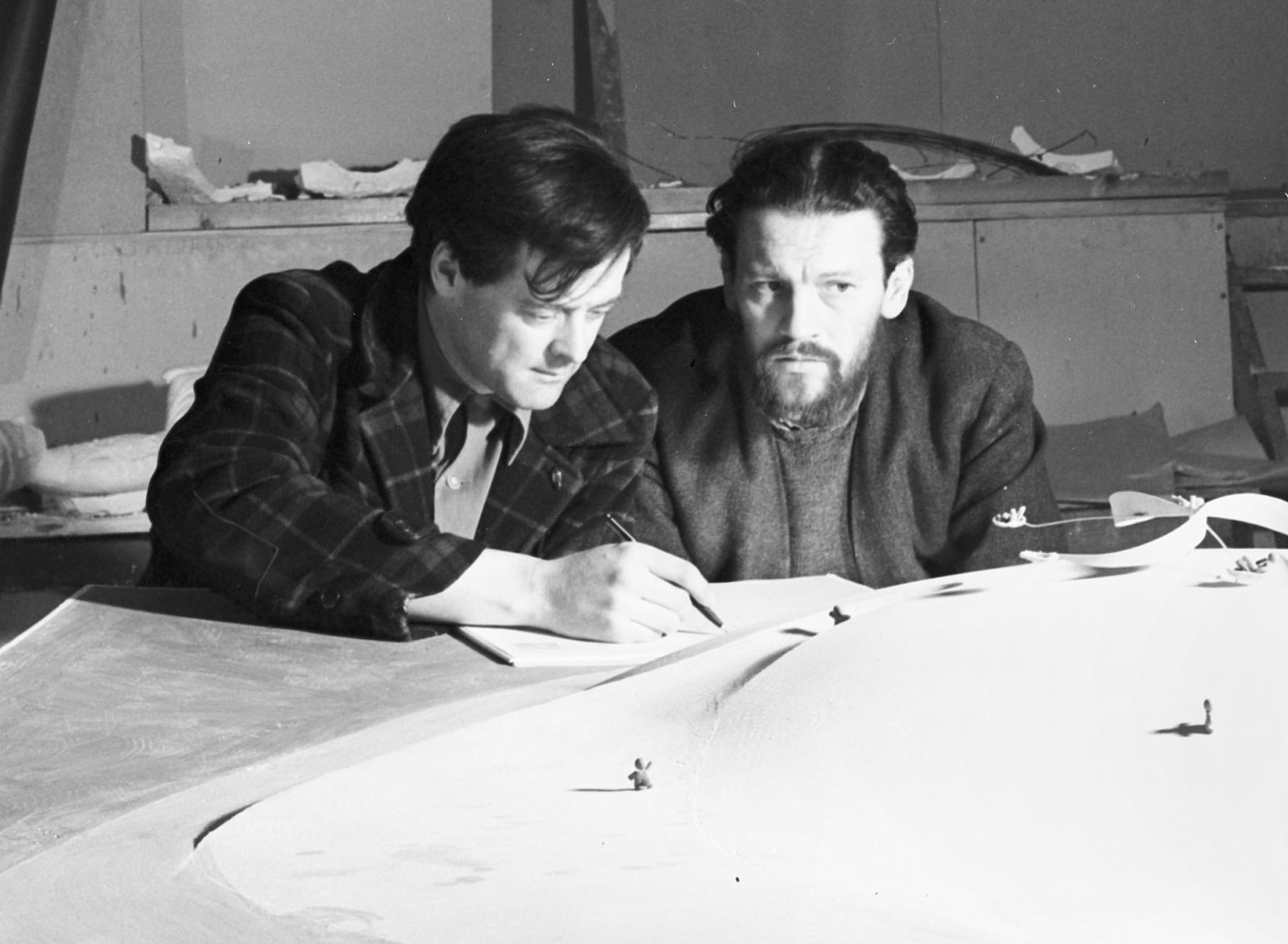
Tillsammans med Egon Möller-Nielsen i dennes ateljé

Efter studier på Regent Street Polytechnic i London kom Ralph Erskine 1939 till Sverige "med cykel, ryggsäck och sovsäck". I Stockholm imponerades han av Ragnar Östbergs stadshus och av Gunnar Asplunds, Sven Markelius och Sigurd Lewerentz arbeten.
Han ville studera den svenska funktionalismen inom arkitektur och formgivning. Speciellt uppmärksammade han Stockholmsutställningen 1930. Han fångades av välfärdssamhällets tankegångar och av det nära sambandet mellan formgivning, arkitektur och socialt ansvarstagande. Han gifte sig i Stockholms rådhus den 29 augusti 1939 med ungdomsvännen Ruth Francis, som hade följt efter från England. Två dagar senare utbröt andra världskriget och det var säkert också en bidragande orsak till att pacifisten Erskine kom att stanna i det neutrala Sverige,där han bildade familj. Första hemmet blev Lådan. Det lilla, bara 20 m² stora huset, som han byggde i Djupdalen nära Lissma och söder om Stockholm, är numera återuppbyggt på Lovön. Från 1946 hyrde familjen ett 1700-talshus i Drottningholm och 1963 uppfördes bostadshuset med kontor i Drottningholm, Villa Erskine.

## Liv och verk
Redan år 1939 startade Ralph Erskine det egna arkitektkontoret Ralph Erskine Architect and Planner. Åren 1944–1945 fortsatte han med sina arkitekturstudier på Kungliga Konsthögskolan i Stockholm. Från 1942 arbetade han ihop med dansken Aage Rosenvold och från 1947 blev Erskine och Rosenvold kompanjoner. Under 1960-talet var han med i den så kallade ETG-gruppen tillsammans med Anders Tengbom och Léonie Geisendorf. ETG-gruppen lämnade bland annat ett uppmärksammat förslag till omdaningen av Nedre Norrmalm, som dock aldrig genomfördes.

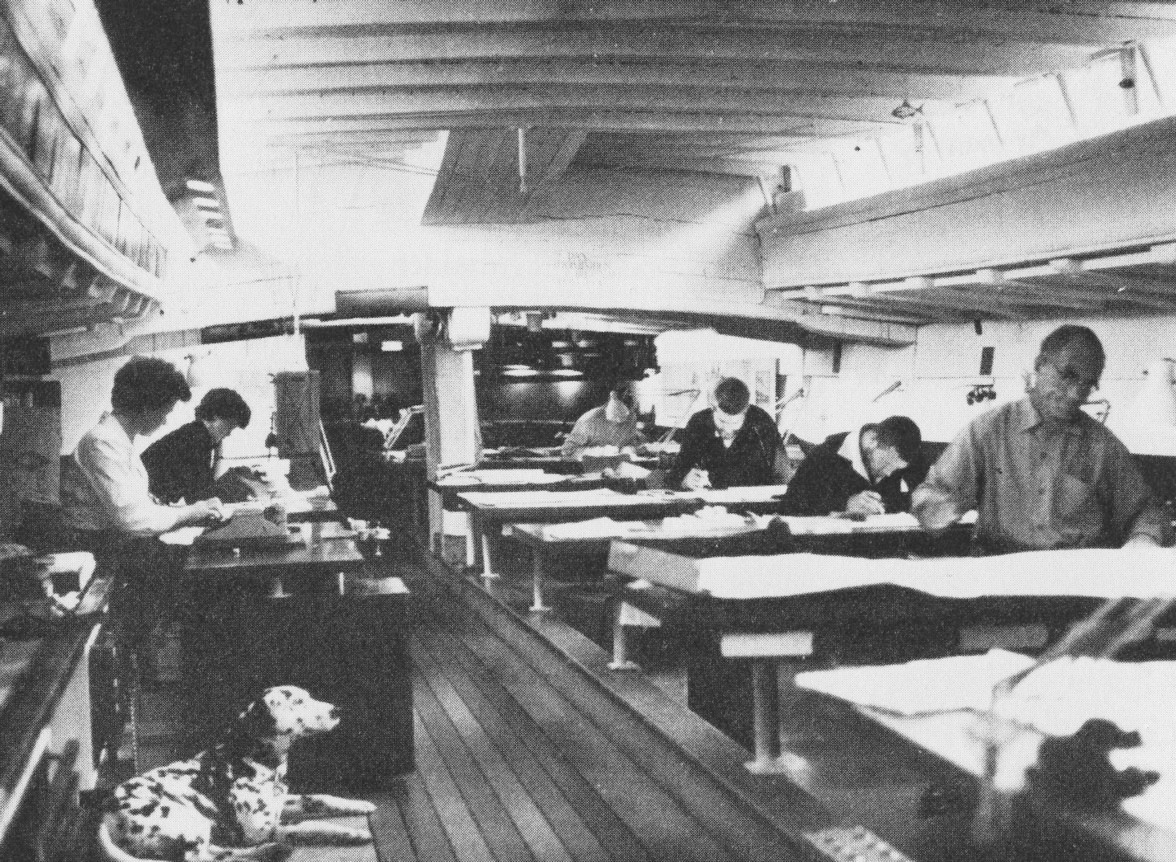
Kontoret på segelfartyget "Verona", till höger syns kompanjonen Aage Rosenvold.

Sitt första "kontor" hade Ralph Erskine i första hemmet, den lilla, minimala "Lådan" i Länna, senare inredde han ett arkitektkontor på Themsenskutan "Verona" som han hade köpte 1955. Under drygt tjugo år seglade hela kontoret på somrarna till Rågö utanför Nyköping. När nya bostadshuset "Villa Erskine" med ateljé blev färdigt 1963 rymdes där även hela kontoret och segelbåten "Verona" användes mera sporadiskt.
Som inflyttad till Sverige och naturälskande människa såg Erskine klimatets och naturens inverkan på byggnadernas utformning. Han använde främst solljuset i skapandet av byggnader och stadsplaner. Solljus och solvärme utnyttjades effektivt vid placering och utriktning av byggnader i landskapet och "solfångare" skulle samla det svaga vinterljuset och reflektera det in i byggnaden. Ralph Erskine hade under hela sitt liv ett stort inflytande över den svenska och internationella arkitekturdebatten. Han verkade målmedvetet för arkitekturens politiska och sociala möjligheter i samhällsbygget.
Ralph Erskine var engagerad i omkring 200 projekt, varav ett drygt 50-tal inte kom till utförandet. Ett av hans stora projekt var Brittgården i Tibro. 1959 presenterades Erskines förslag och hela området stod klart 1968 med totalt 369 bostäder. Det rörde sig om en blandning av flerbostadshus, radhus och friliggande atriumhus. Brittgården uppmärksammades redan under byggandet för sin arkitektur och utformning.
Ralph Erskine fick många nationella och internationella utmärkelser. Han var bland annat ledamot av Kungliga Akademien för de fria konsterna, hedersdoktor vid Lunds tekniska högskola, hedersmedlem i Bund Deutscher Architekten och hedersmedlem i Konstnärsklubben. År 1987 fick han Royal Gold Medal for Arcitecture av Royal Institute of British Architects.
År 1981 uppdelades arkitektkontoret på Drottningholm och de flesta av medarbetarna flyttade och bildade det kollektivägda Arken-Erskinearkitekterna. År 2000 erbjöd han sin mångårige medarbetare Johannes Tovatt ett kompanjonskap, det gemensamma företaget fick namnet Erskine Tovatt Arkitekter AB. Ralph Erskine ville att hans namn skulle tas bort från firman efter hans död; därför heter kontoret numera Tovatt Architects & Planners.
Vart tredje år delar Nordic Found ut Ruth and Ralph Erskine Prize för sociala och ekologiska innovationer. Erskine tilldelades 1983/1984 Wolfpriset i arkitektur. Makarna Erskine är begravda på Lovö kyrkogård.

## Priser och utmärkelser
- 1975 – Hedersdoktor vid Lunds tekniska högskola
- 1980 – Kasper Salin-priset för Allhuset, Stockholms universitet
- 1980 – Litteris et Artibus
- 1984 – Wolfpriset i arkitektur
- 1987 – Royal Institute of British Architectss "Royal Gold Medal for Arcitecture"
- 1998 – Professors namn
- 2002 – Prins Eugen-medaljen

## Byggnader i urval
I kronologisk ordning.

- Lådan, Lissma, Huddinge kommun, 1942
- Lida friluftsgård, Tullinge, 1942–1943
- Gyttorp, bostadsområde och centrum, 1945–1955
- Villa Molin, på Lidingö, 1947
- Villa Nilsson, i Saltsjö Duvnäs, 1947
- Gästrike Hammarby, 1947–1969
- Avasjö kapell, 1950
- Madrassfabrik för Hästens sängkläder, Nya Hamnvägen i Köping, 1947–1950, och tillbyggnad vid mitten av 1960-talet
- Kartongfabriken i Fors, 1951–1953
- AB Bergström & Co, fabriks- och kontorsbyggnader, Gnesta, 1950–1952[11]
- "Enequist, Holme & Co" (med Sören Wimmerström), Stadshagen, Stockholm, 1951–1953
- Skogsbyn, Jädraås, 1950-talet
- Villa Tesdorpf, Skövde, 1953–1954
- Villa Engström ("Kupolhuset"), vid Nynäshamn, 1955–1956
- Shopping, köpcenter i Luleå, 1955
- Hotell Borgafjäll, fjällhotell och spa, Borgafjäll, 1955
- Möller & Co (med Yngve Fredriksén), Slakthusområdet, Stockholm, 1955
- Norråkers skola, Norråker, 1956
- Brittgården i Tibro, 1956–1959
- Villa Gadelius, Lidingö, 1961
- Villa Ström, Stocksund, 1961
- Fabriks- och kontorsbyggnad för Pågens bageri, Lantmannagatan, Malmö, 1960-talet
- Kvarteret Barberaren i Sandviken, 1962–1964 och 1968–1970
- Villa Erskine, Drottningholm, 1963
- Ormen Långe, Svappavaara, 1965
- Kvarteret Ortdrivaren "Snusdosan" i centrala Kiruna, 1966
- Esperanza i Landskrona, 1966–1969
- Byker Wall i Newcastle upon Tyne, 1968–1982
- Bostadshus i Resolute, Nunavut, Kanada, 1973
- Nya Bruket i Sandviken, 1973–1978
- Öbacka, Umeå, 1979 (stadsplaneunderlag)
- Myrstuguberget i Vårby, Huddinge kommun, 1977–1985
- Allhuset, Stockholms universitet, 1981
- Stockholms universitetsbibliotek, 1983
- Pinbackshallen, ishall i Märsta, Sigtuna kommun, 1985
- Ekerö centrum, 1983–1989
- Vasaterminalen/Cityterminalen i Stockholm, 1984
- Skanskaskrapan "Läppstiftet", Lilla Bommen i Göteborg, 1986–1989
- Kvarteret Träsnidaren, Östermalm, Umeå, 1988–1991
- The Ark, Hammersmith, London, 1989–1992
- Juristernas hus, Stockholms universitet, 1991
- Aula Magna för Stockholms universitet, 1993–1997
- Skaparbyn, Ön, Hedesunda vid Dalälven i Gävle kommun
- Greenwich Millennium Village, London, 1997–2005

## Bildgalleri

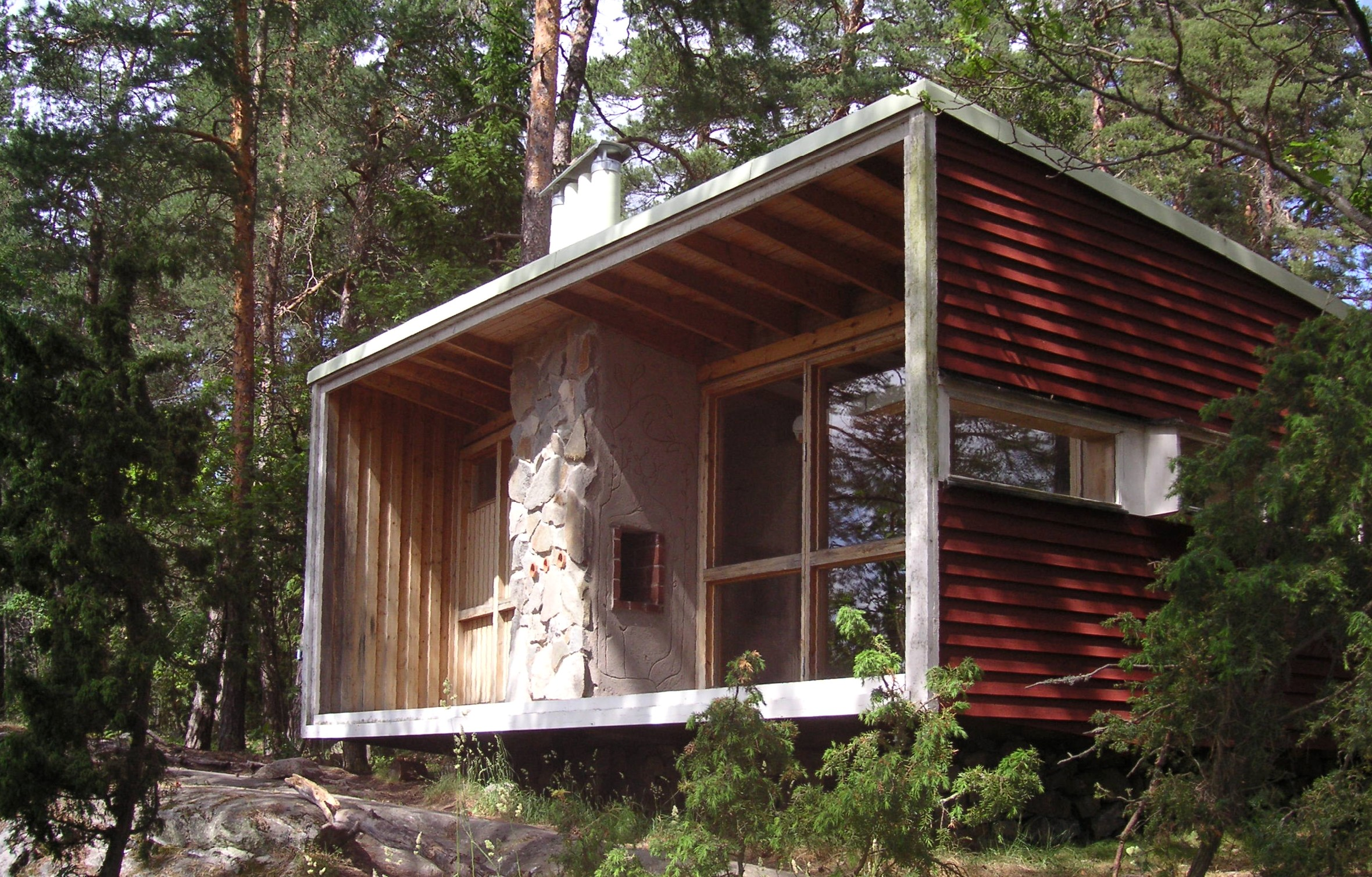
Lådan
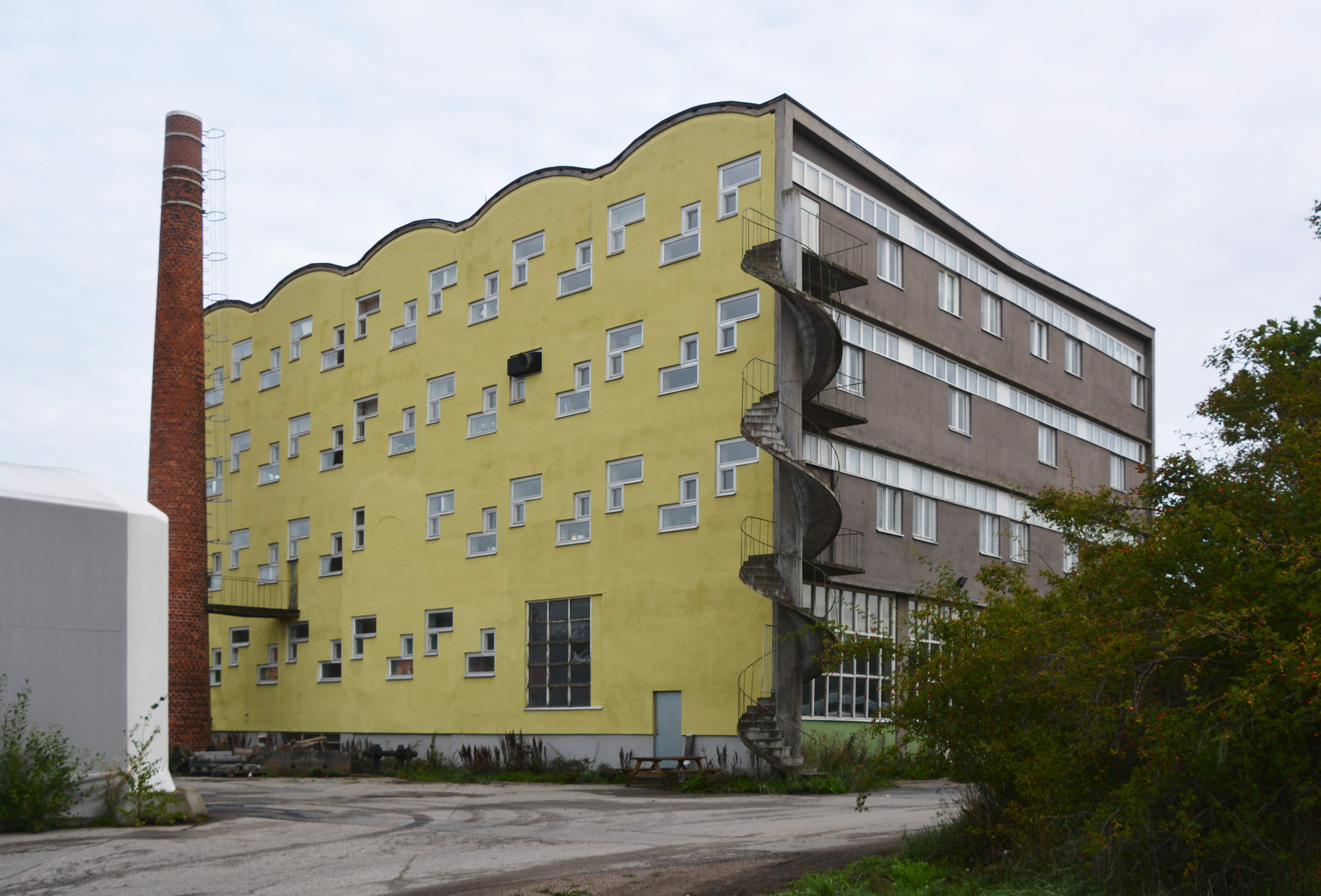
Tvålfabriken, Gnesta
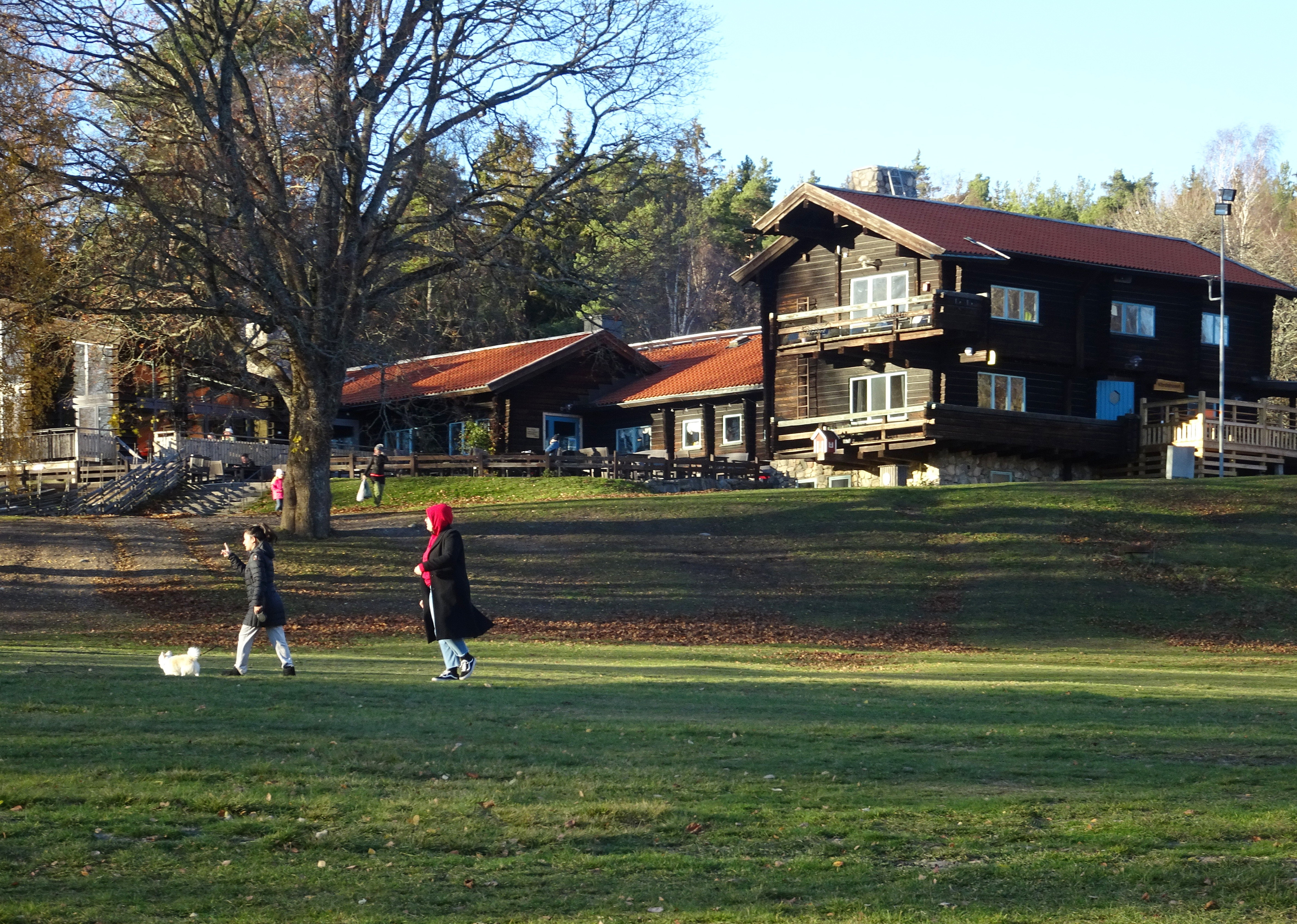
Lida friluftsgård, Botkyrka kommun
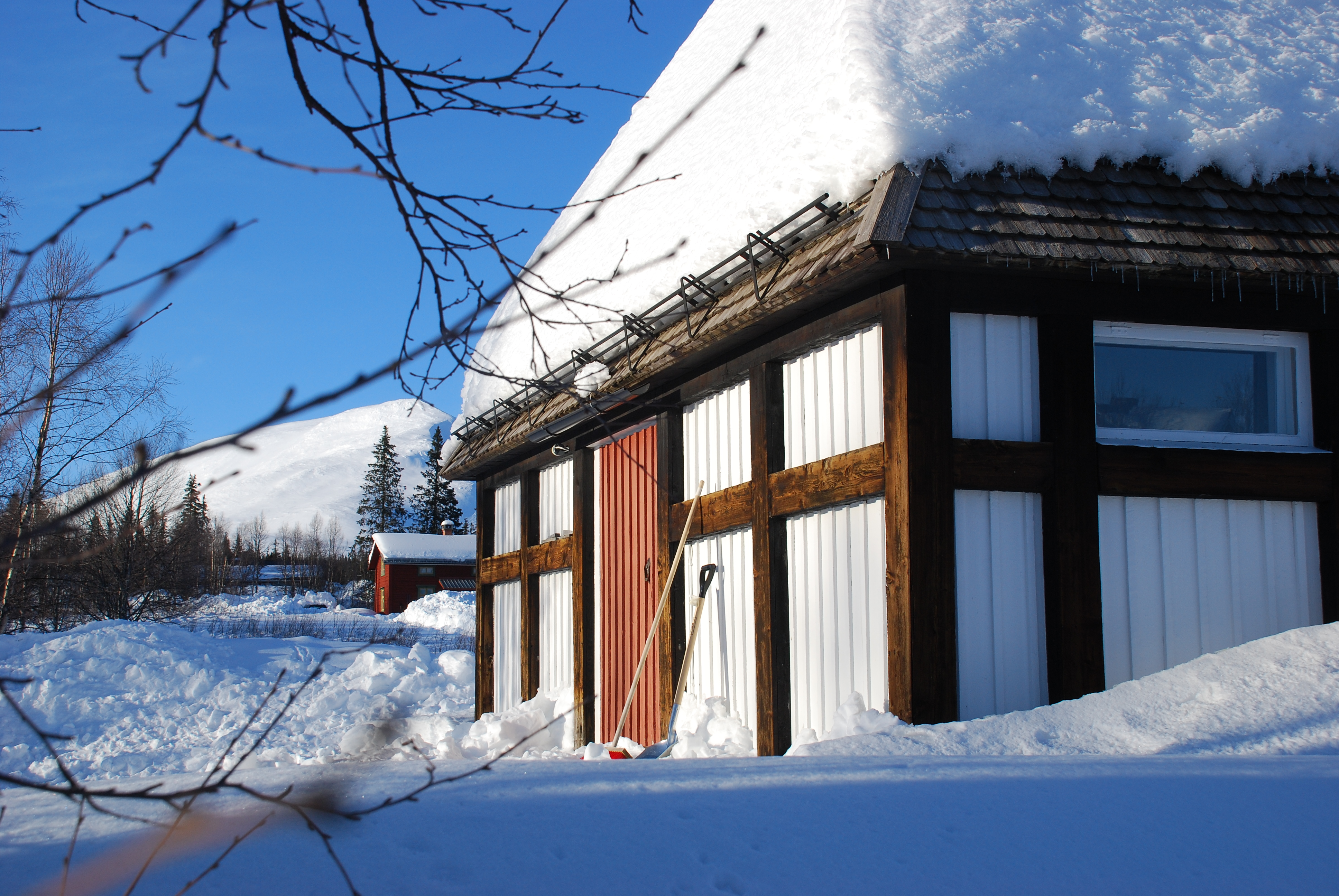
Avasjö kapell
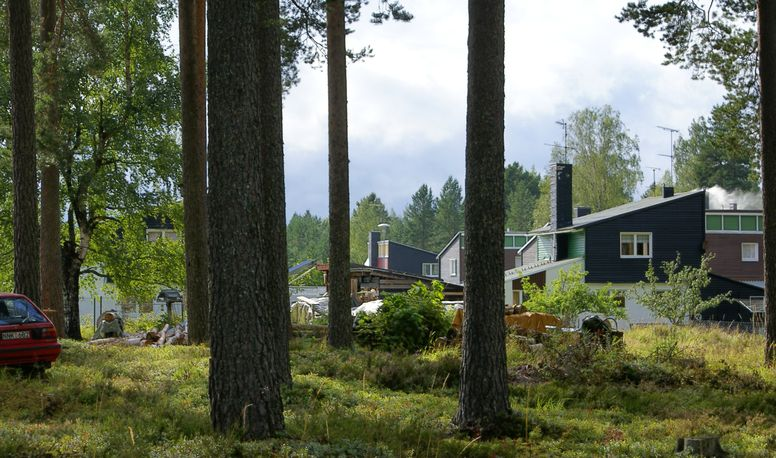
Skogsbyn, Jädraås
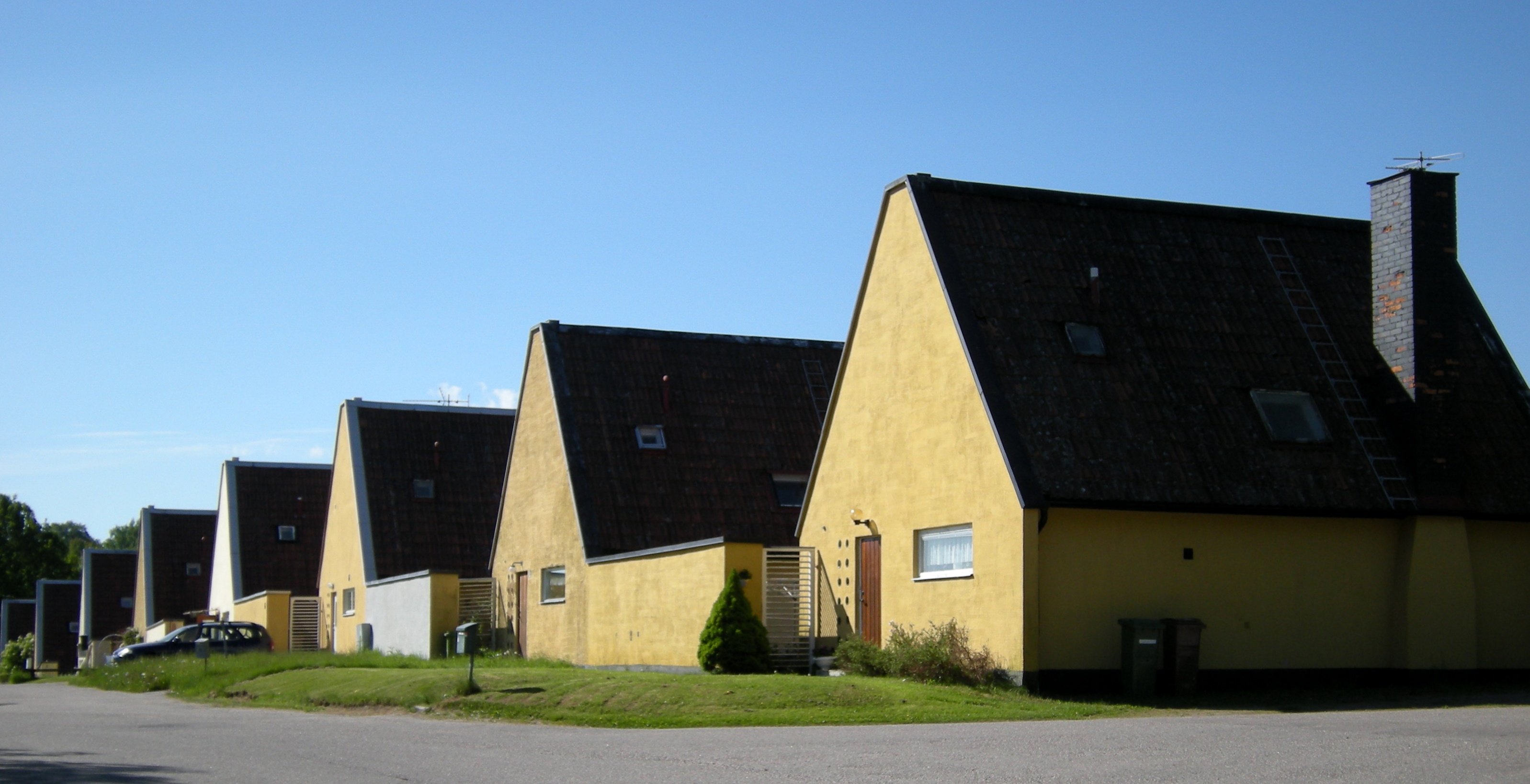
Gästrike Hammarby
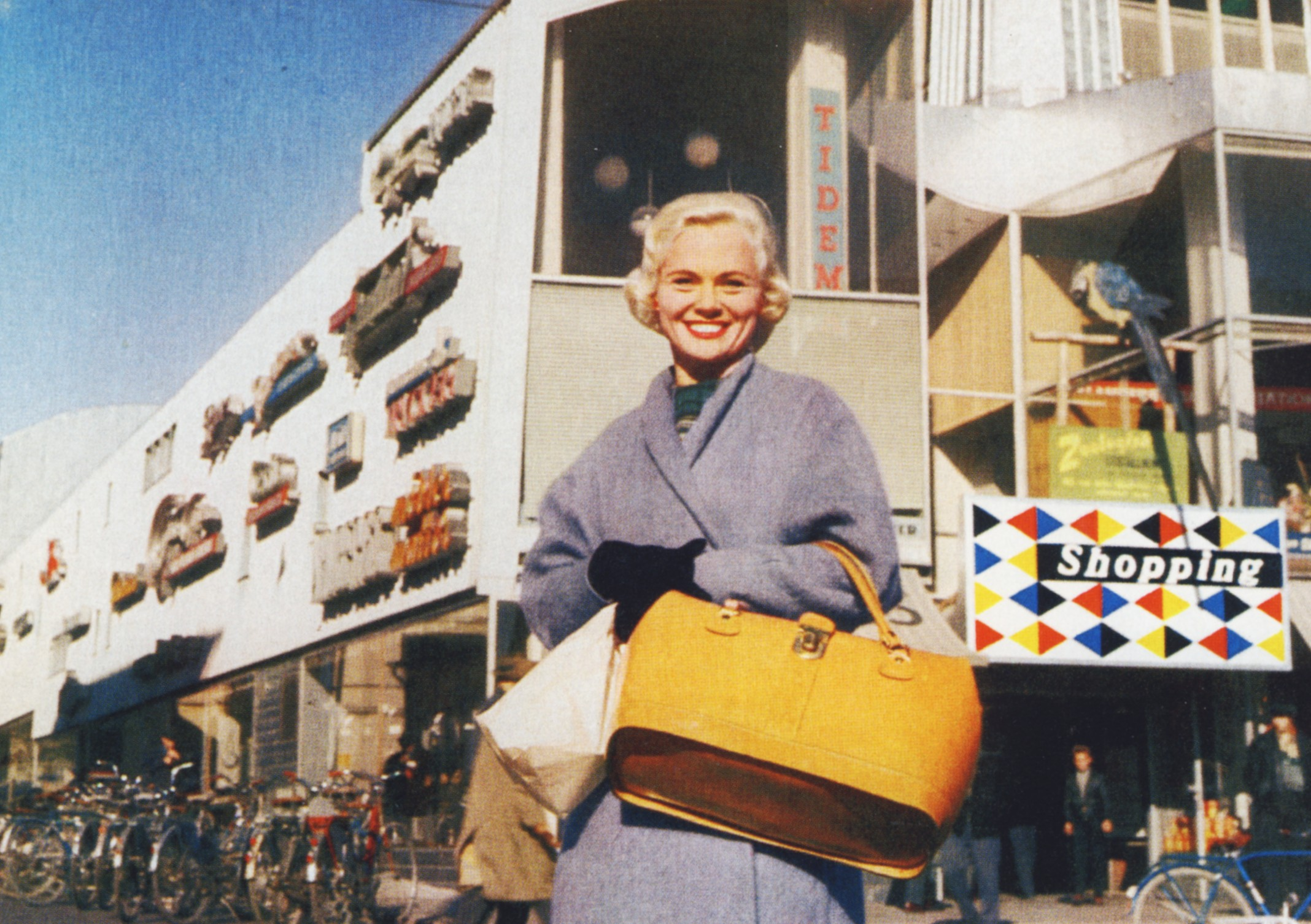
Shopping, Luleå
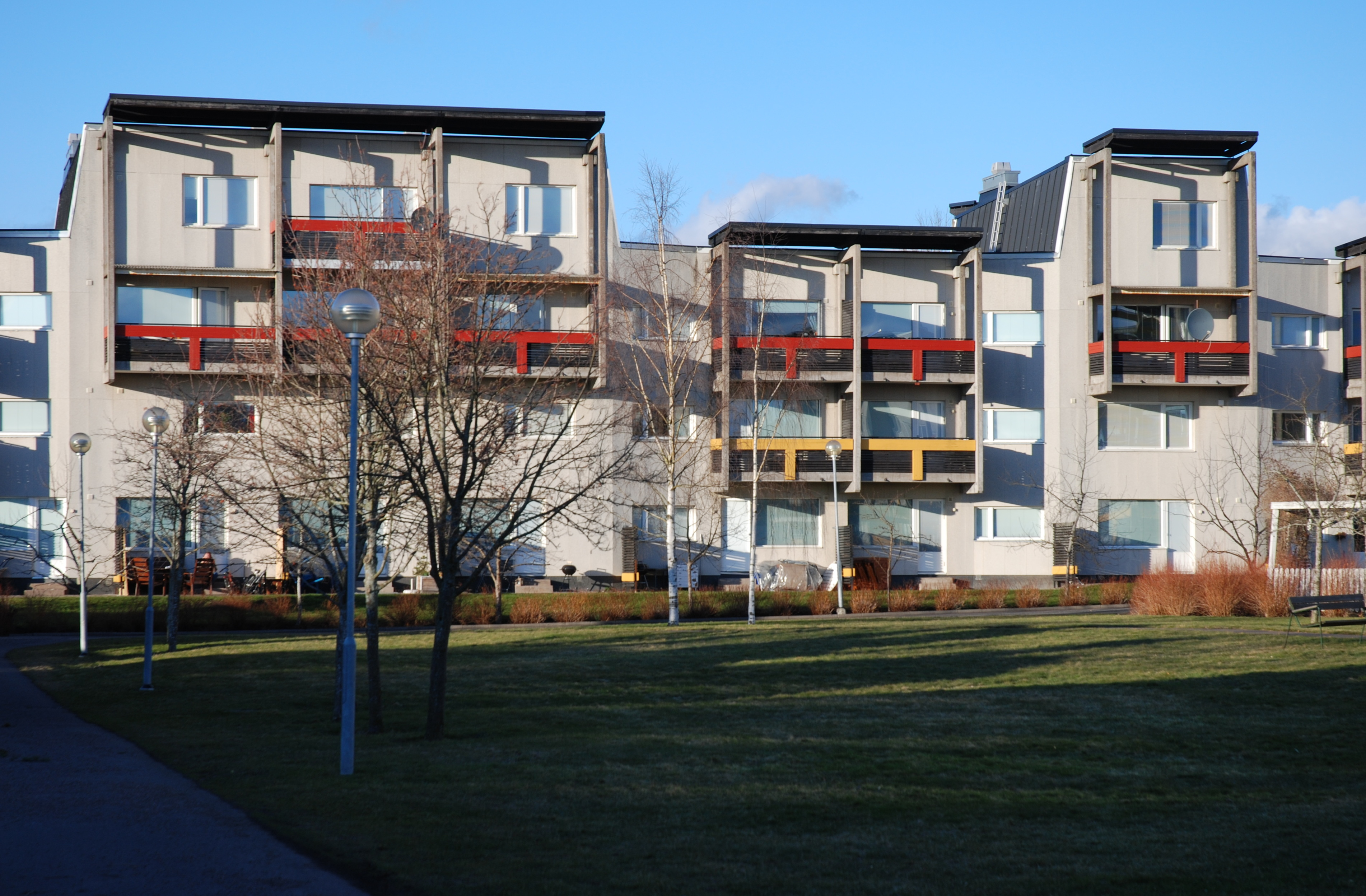
Brittgården i Tibro
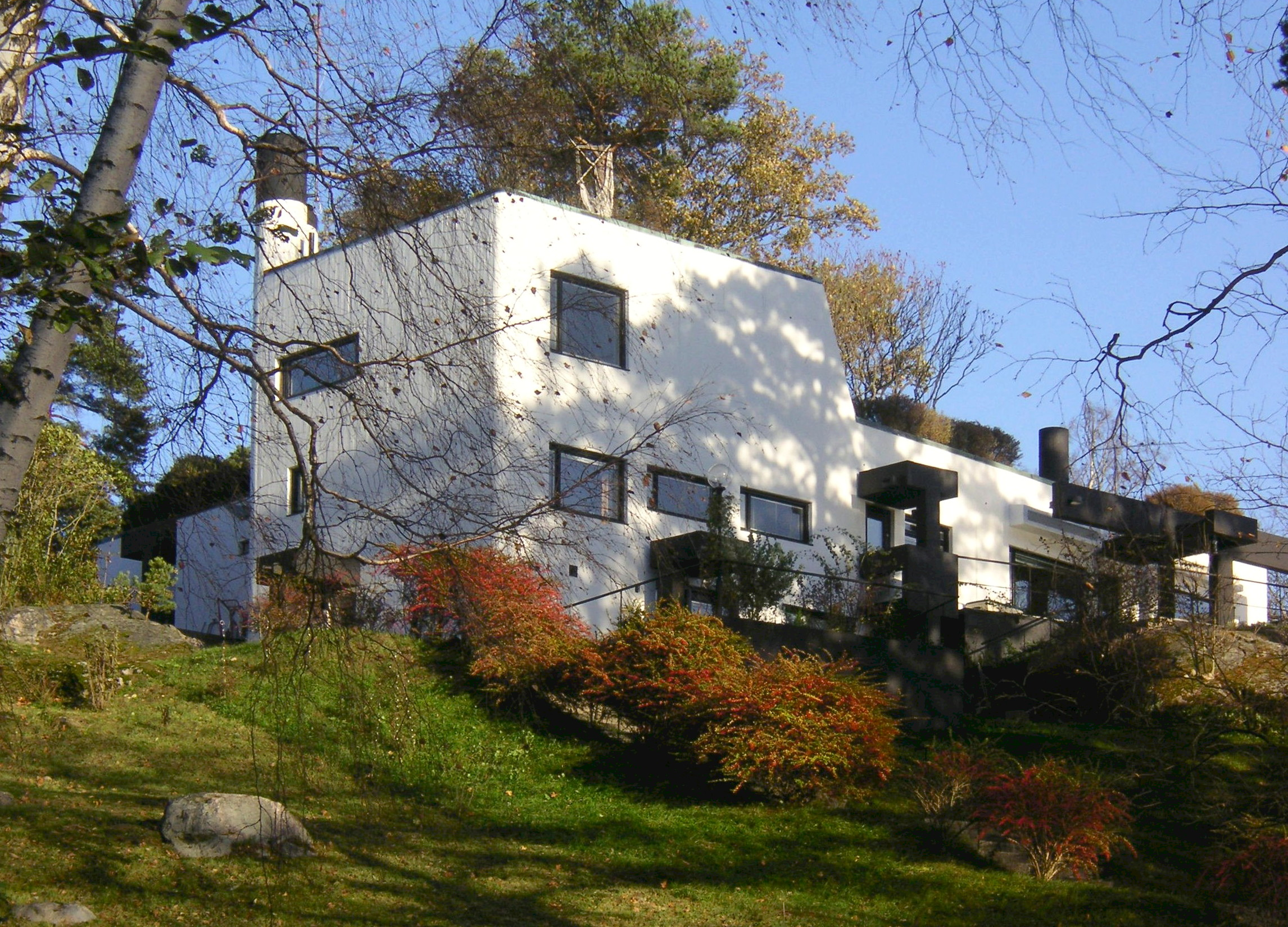
Villa Gadelius, Lidingö
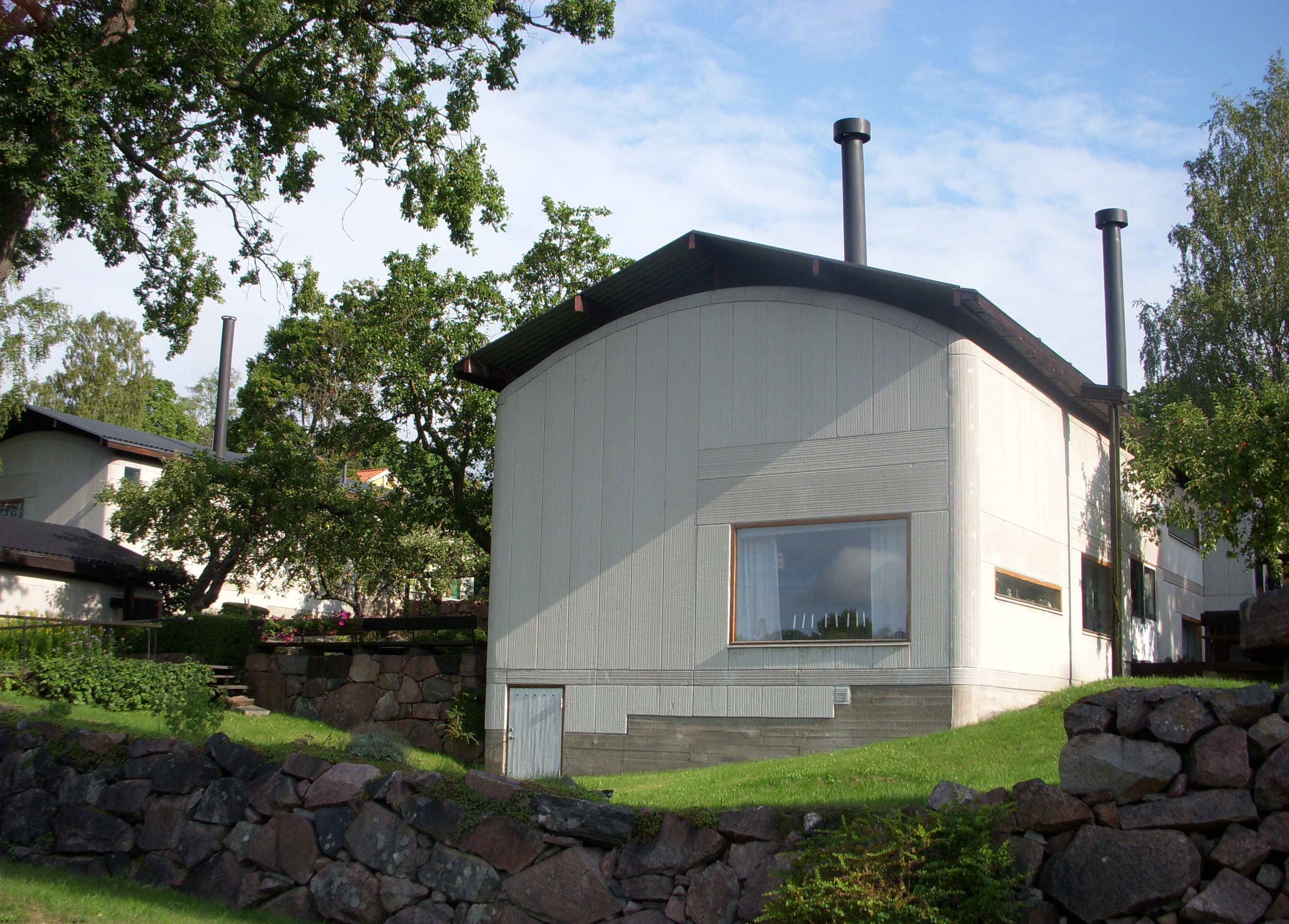
Villa Erskine, Drottningholm
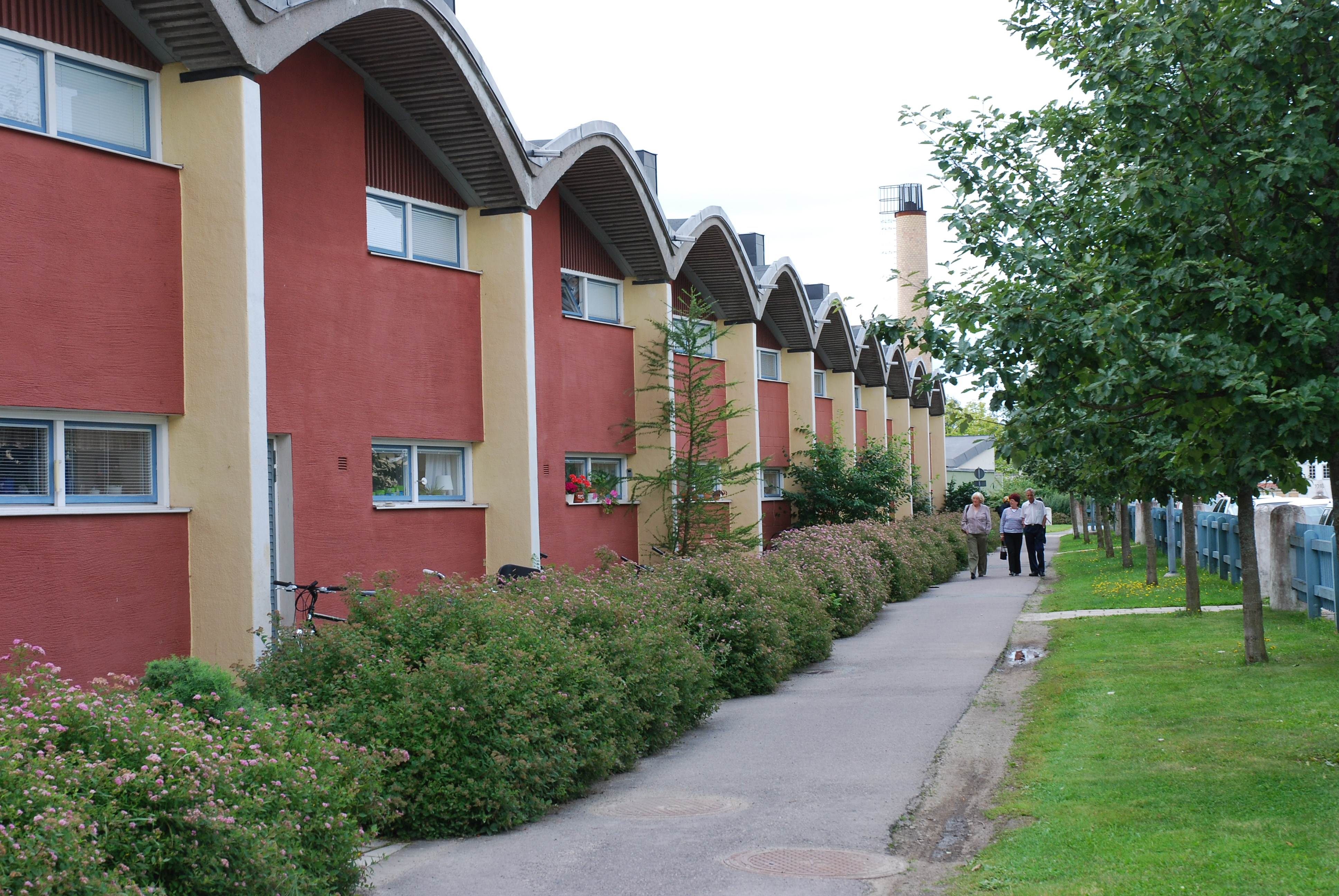
Radhus i Gyttorp, Nora
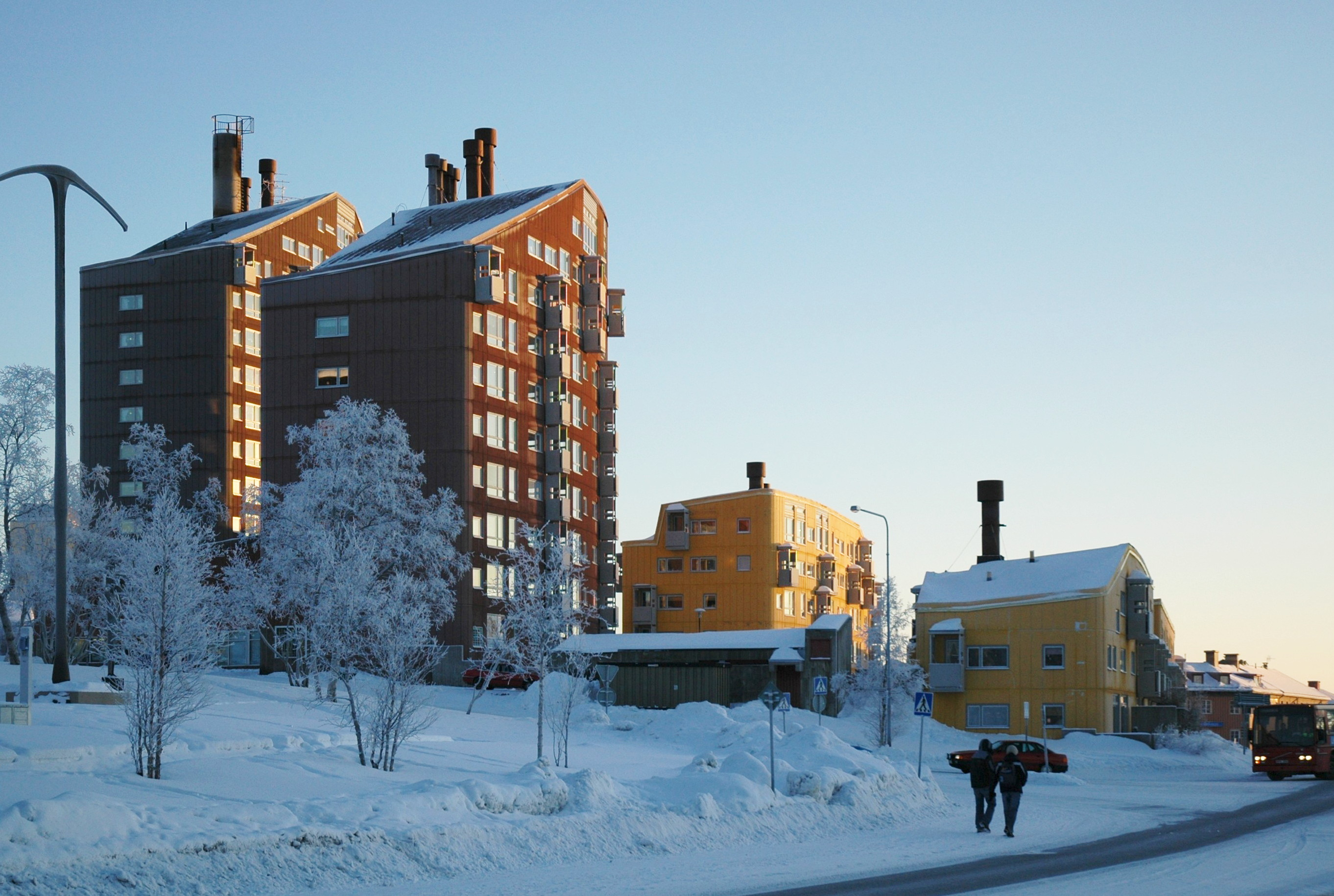
Kvarteret Ortdrivaren, Kiruna
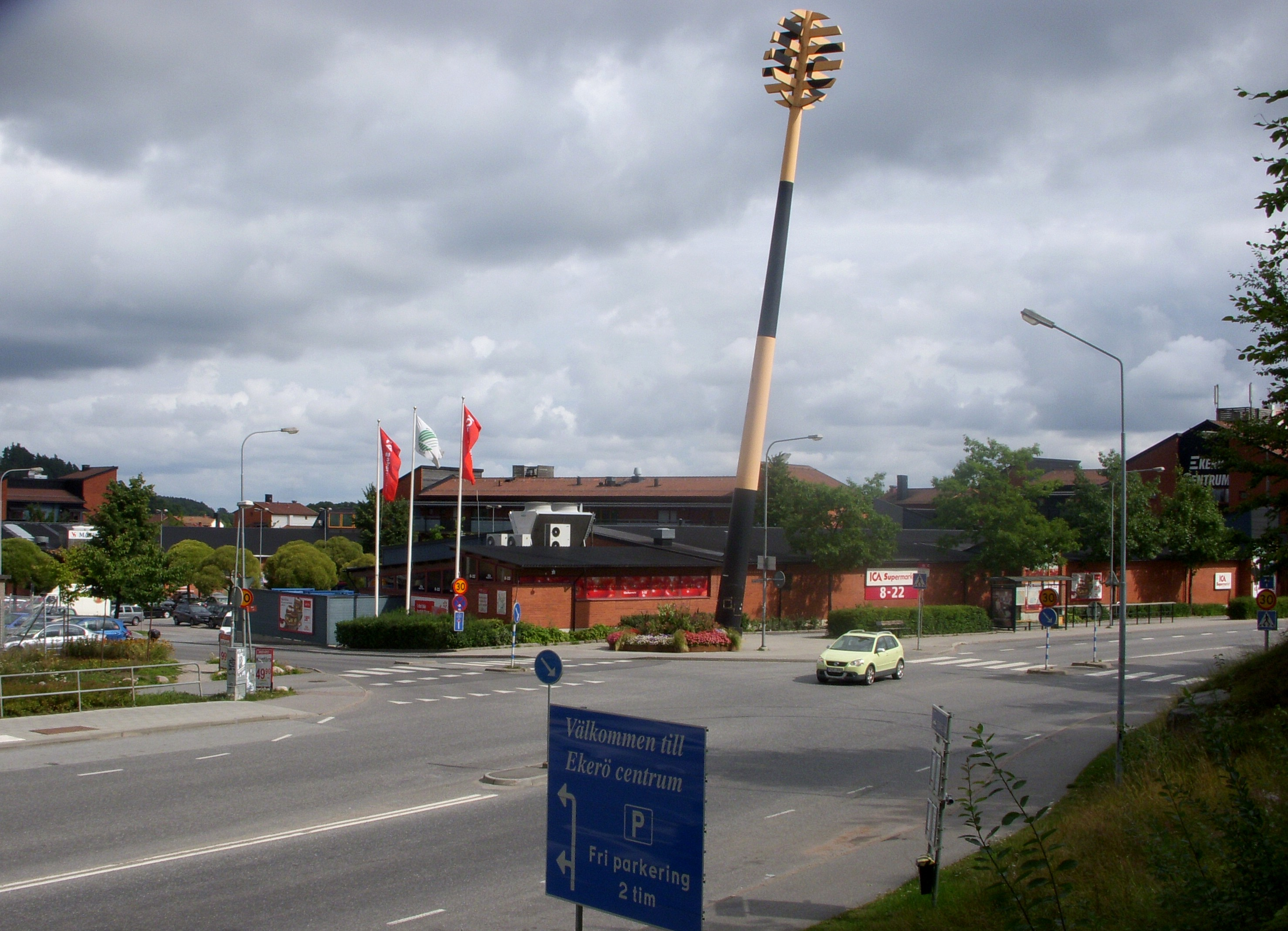
Ekerö centrum
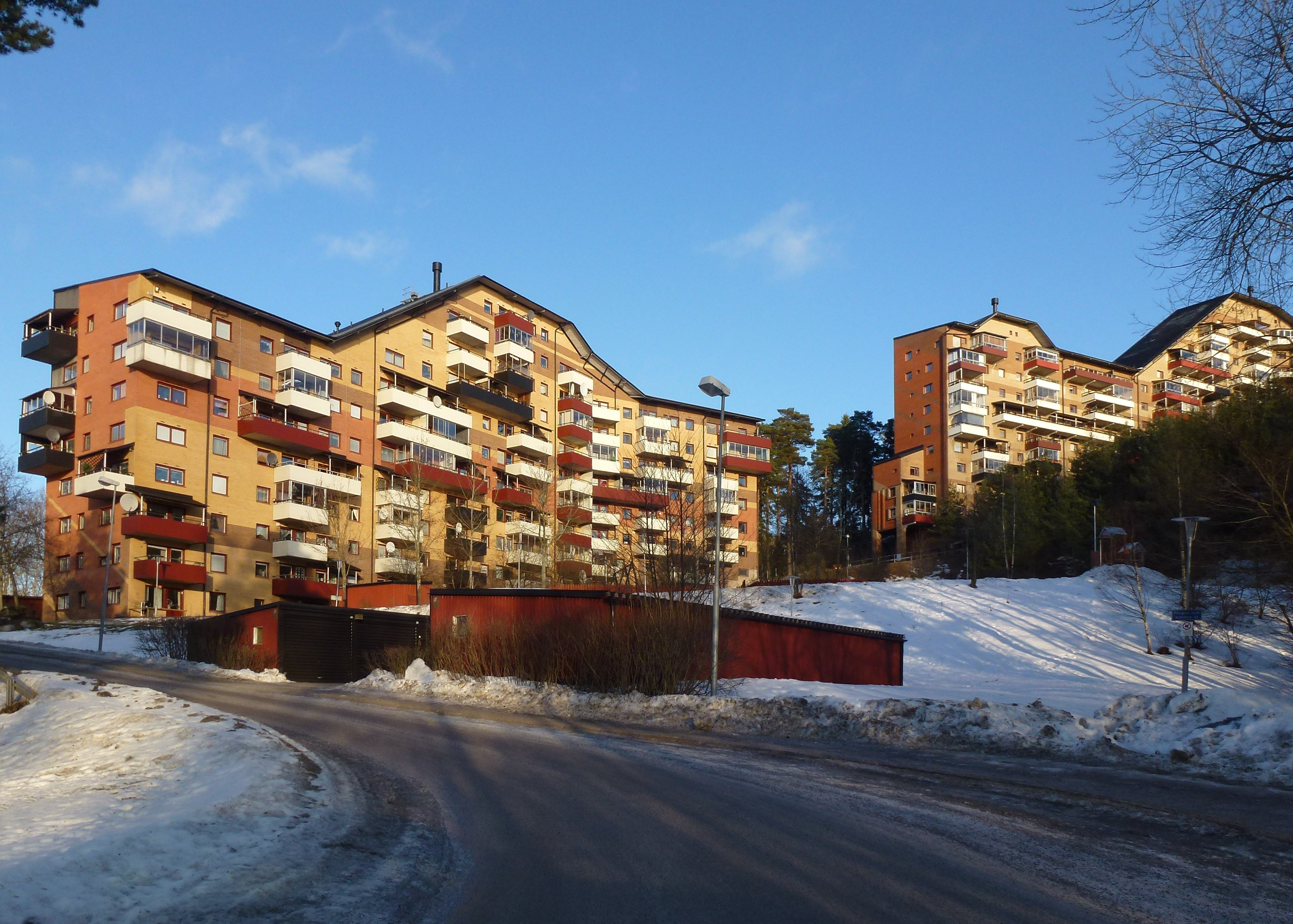
Myrstuguberget, Huddinge kommun
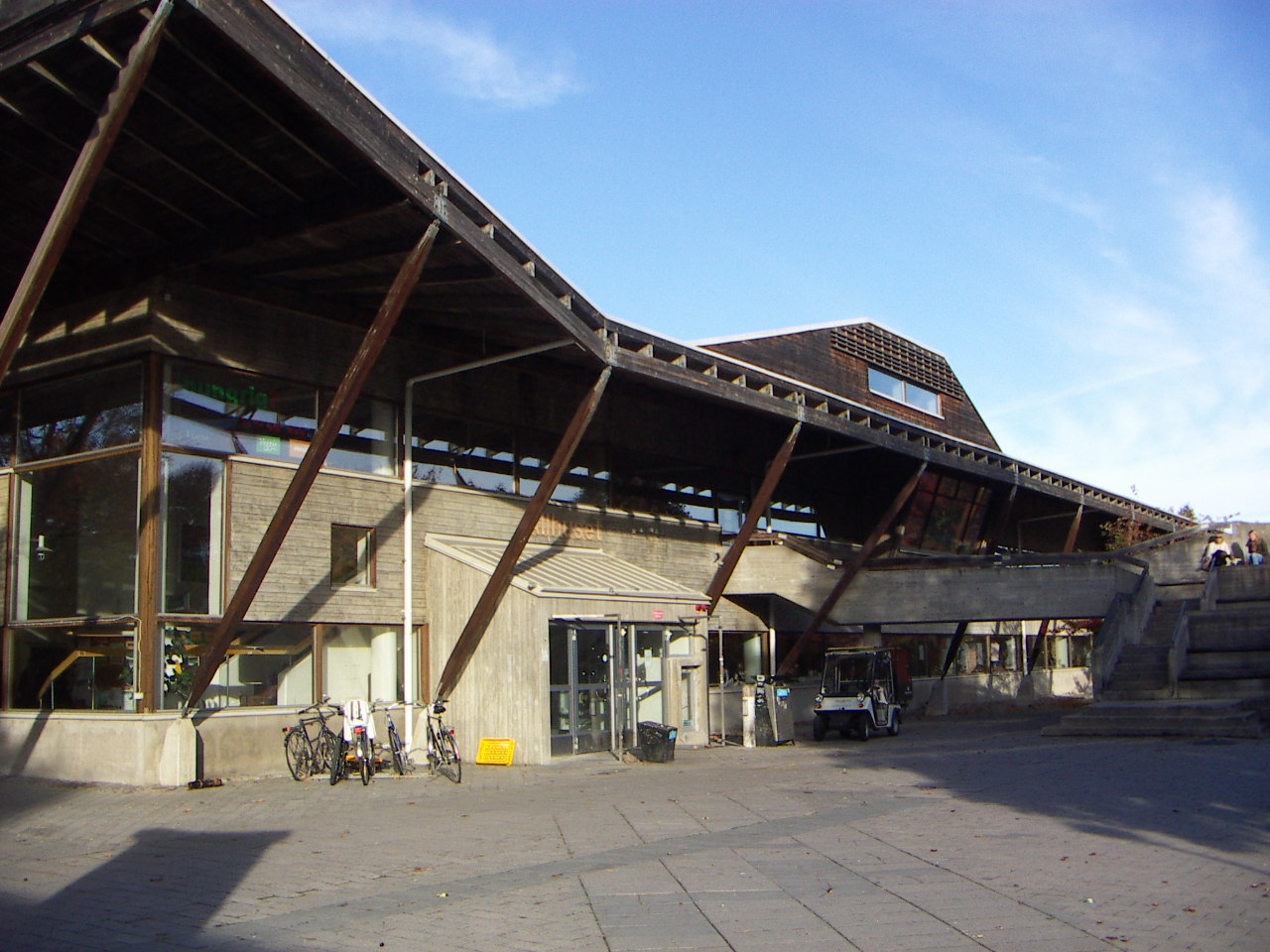
Allhuset, Stockholms universitet
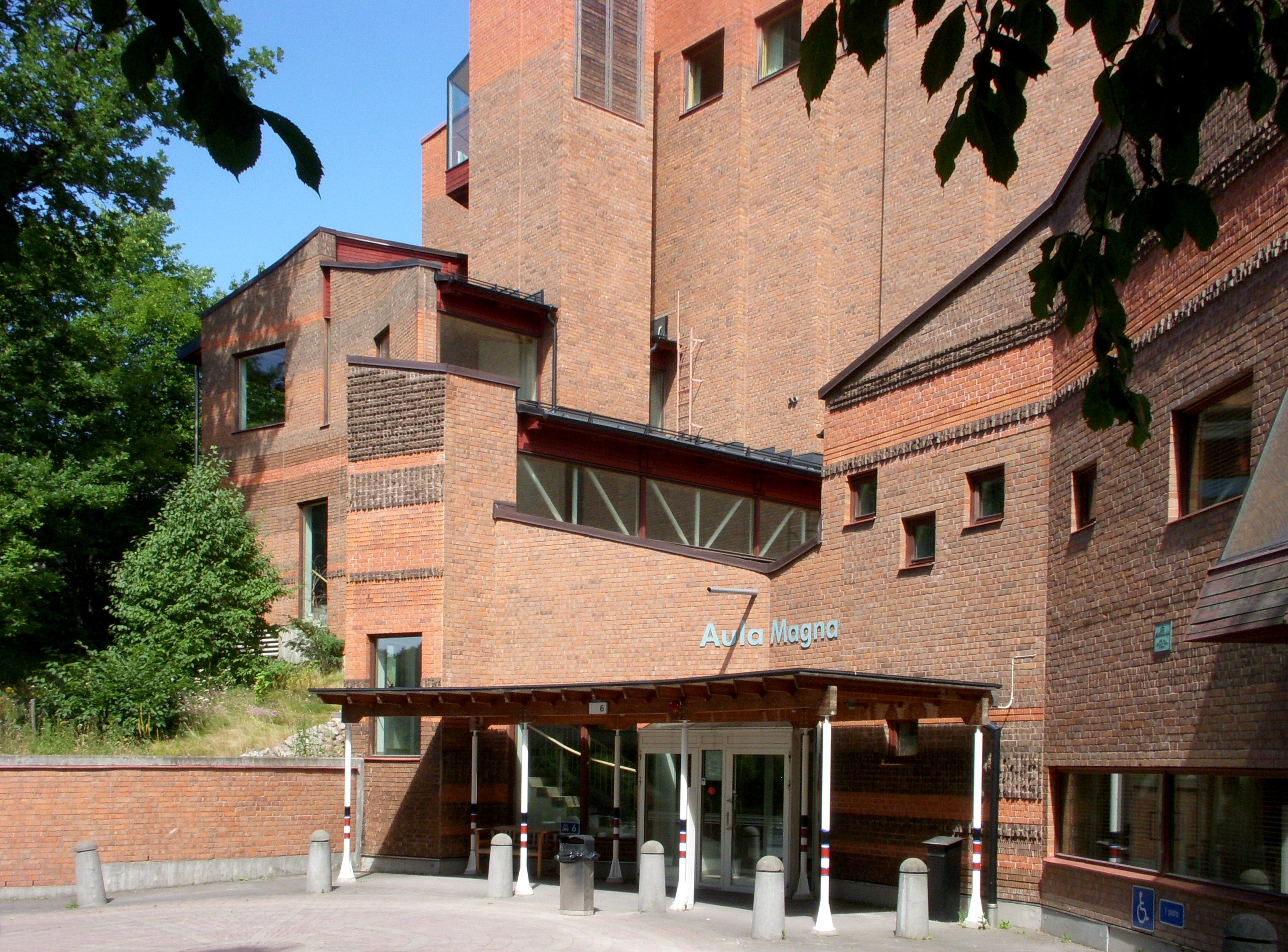
Aula Magna, Stockholms universitet, sydsidan
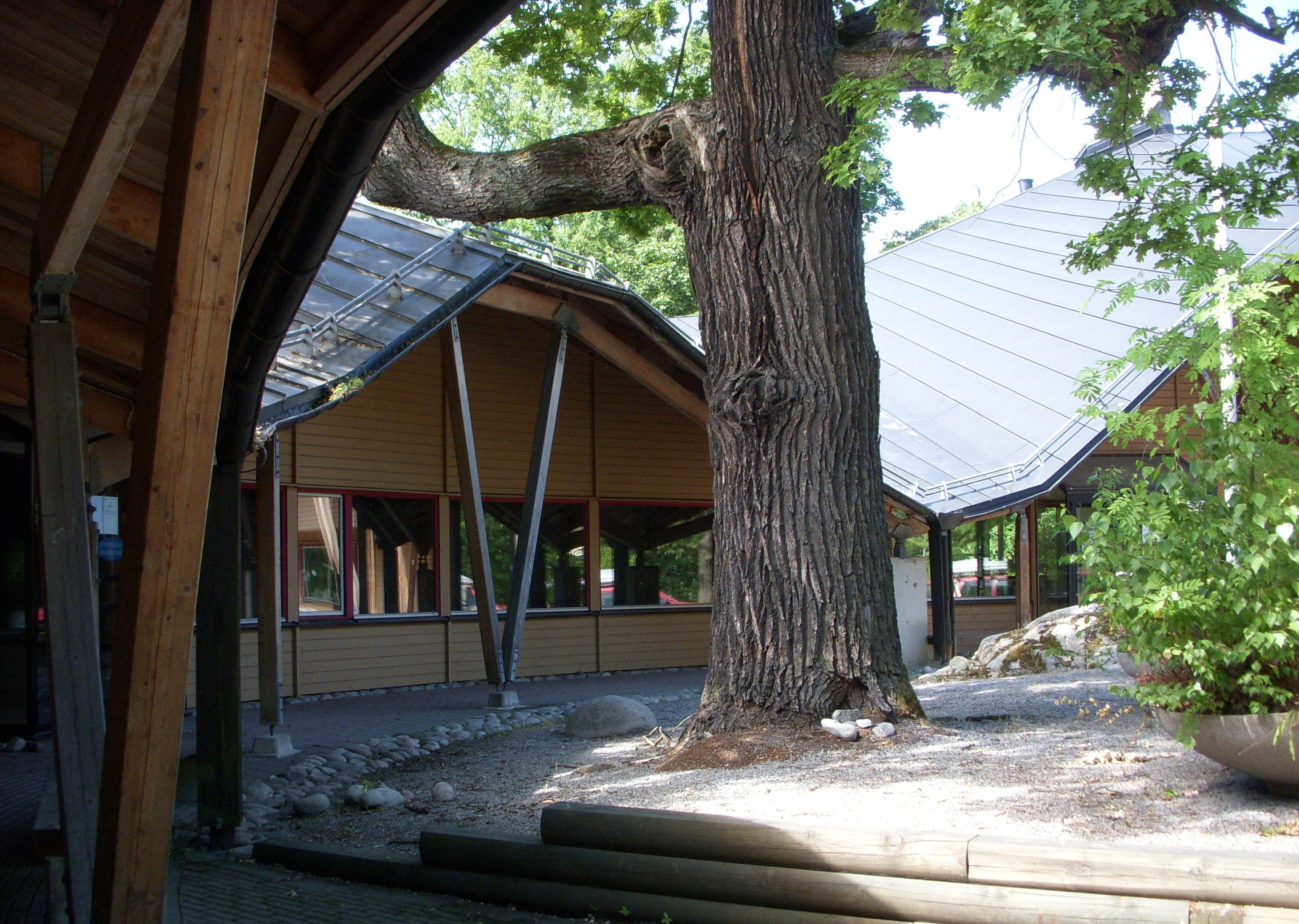
Juristernas hus, Stockholms universitet
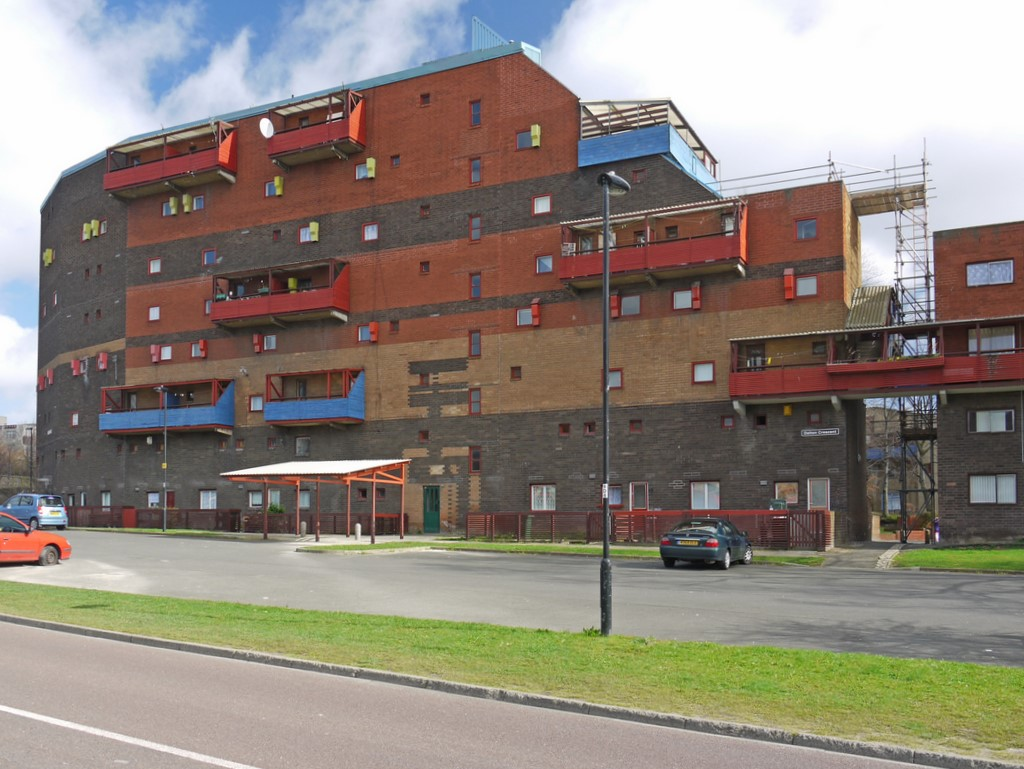
Byker Wall, Newcastle
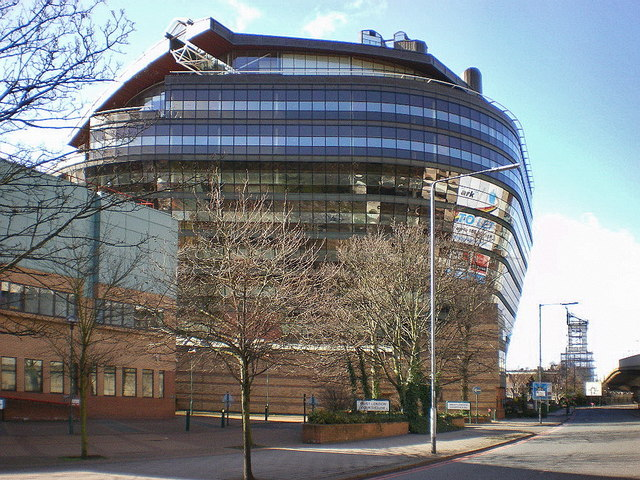
The Ark, London
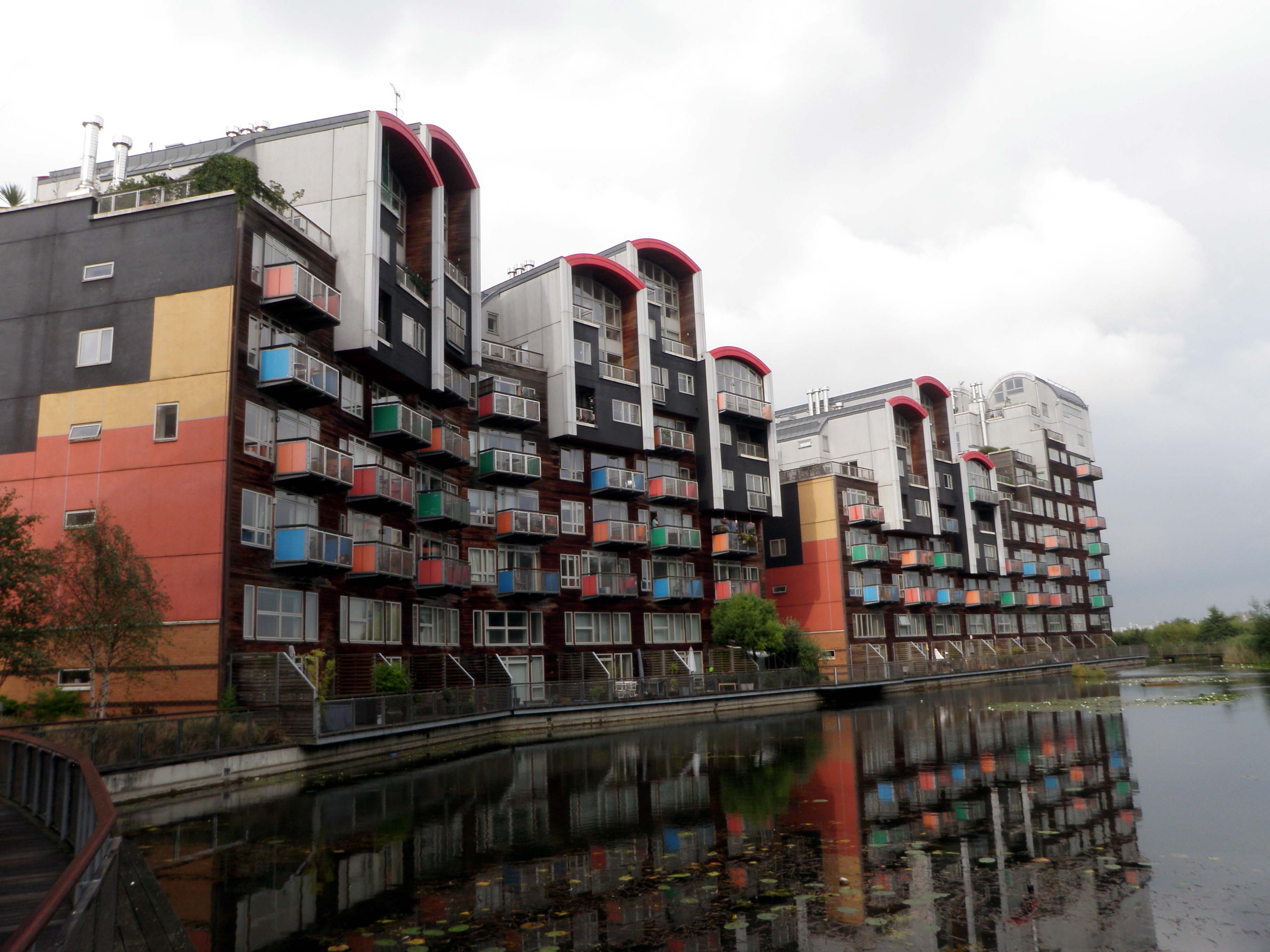
Renaissance Walk i Greenwich Millennium Village, London
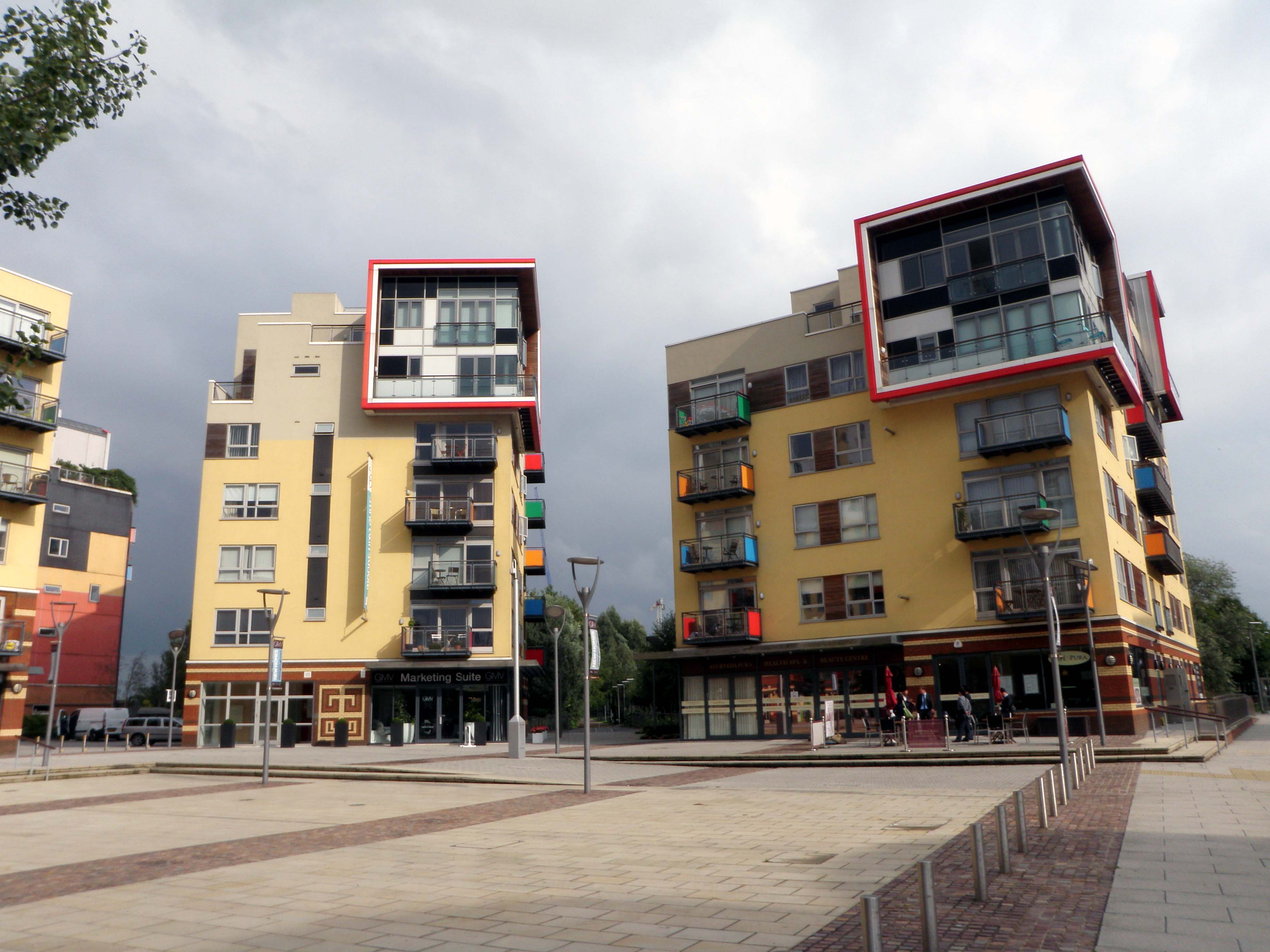
Village Square i Greenwich Millennium Village, London
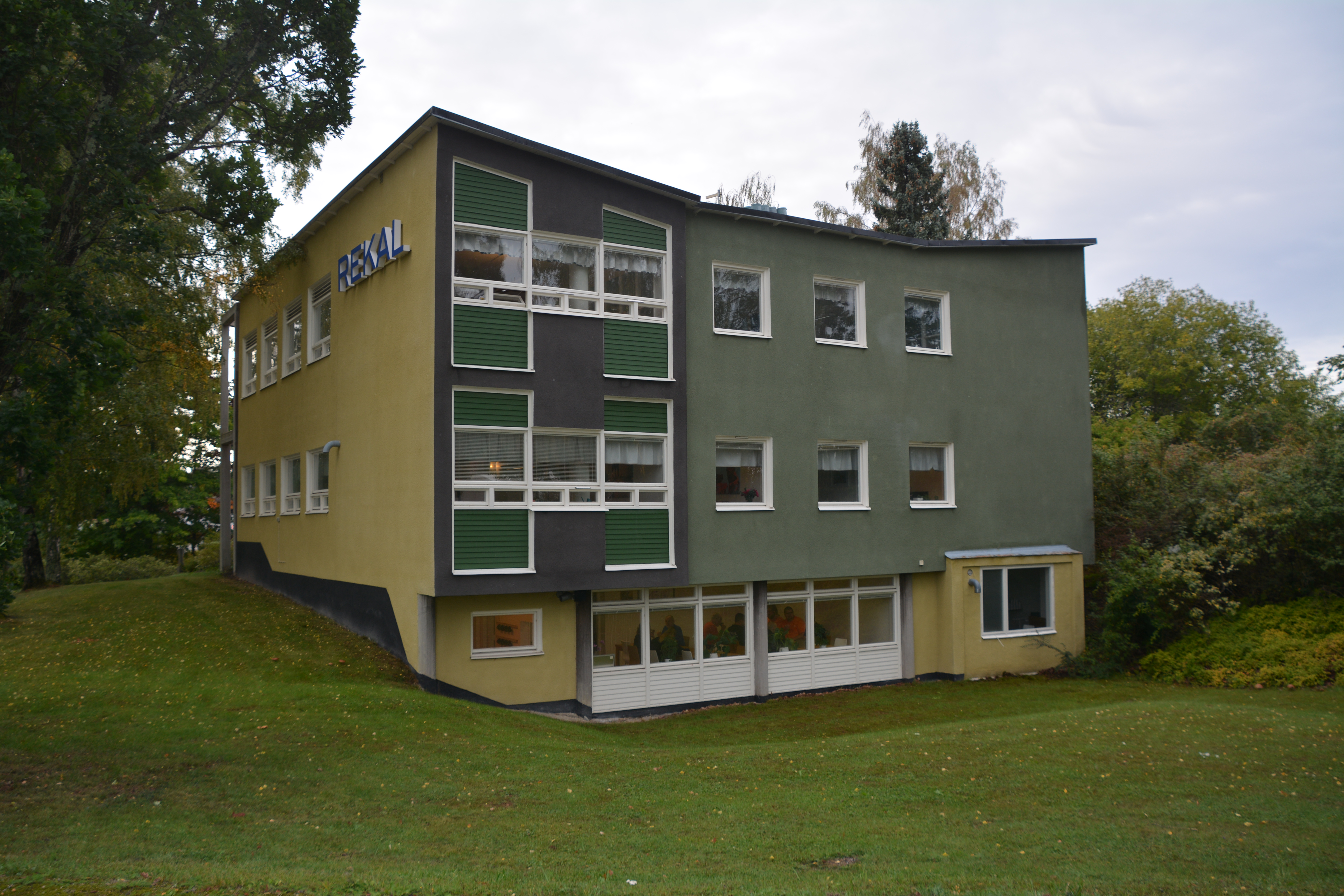
Tvålfabriken Rekal i Gnesta.
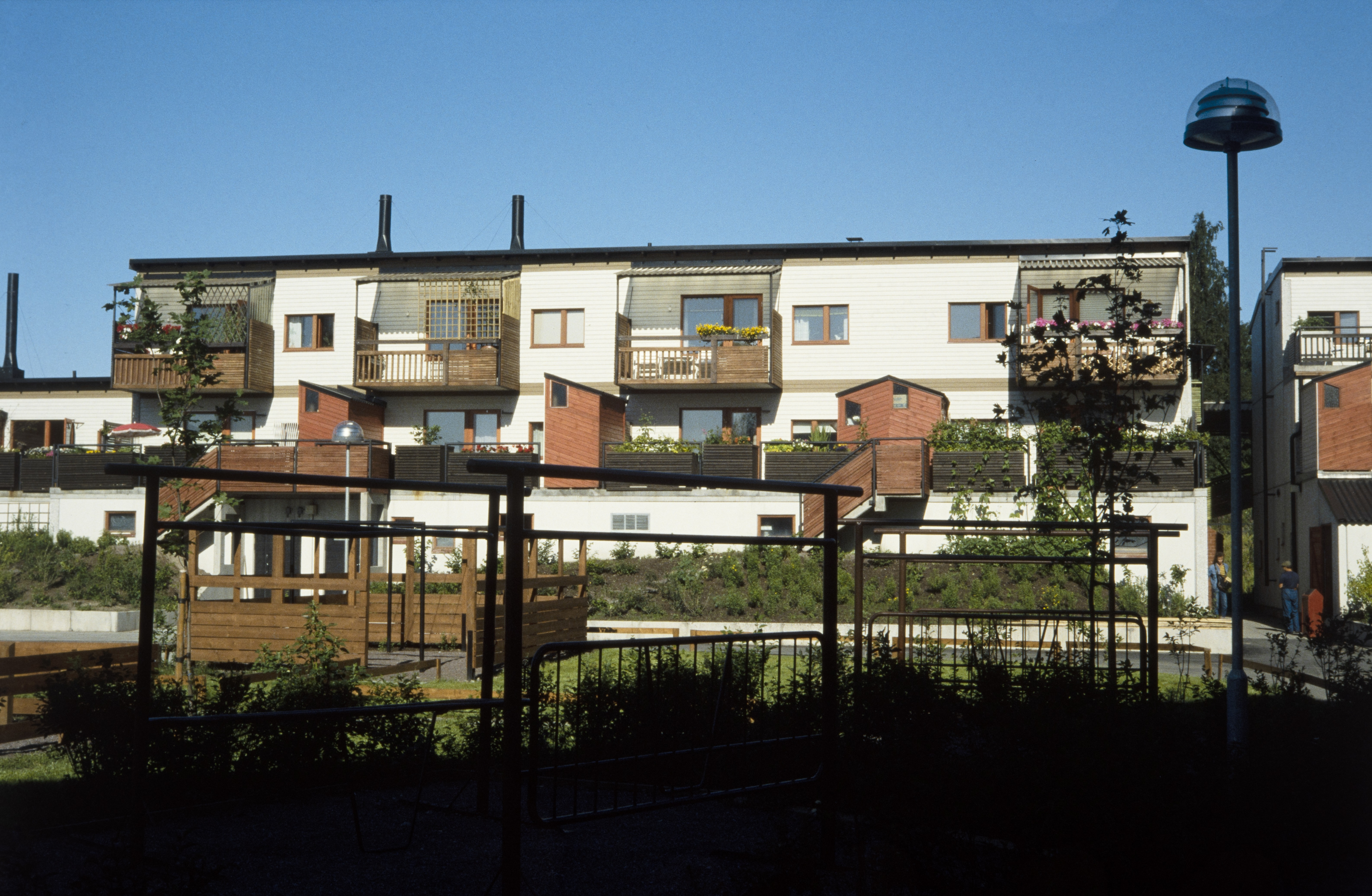
Erskinekvarteret i Malmgård, Helsingfors
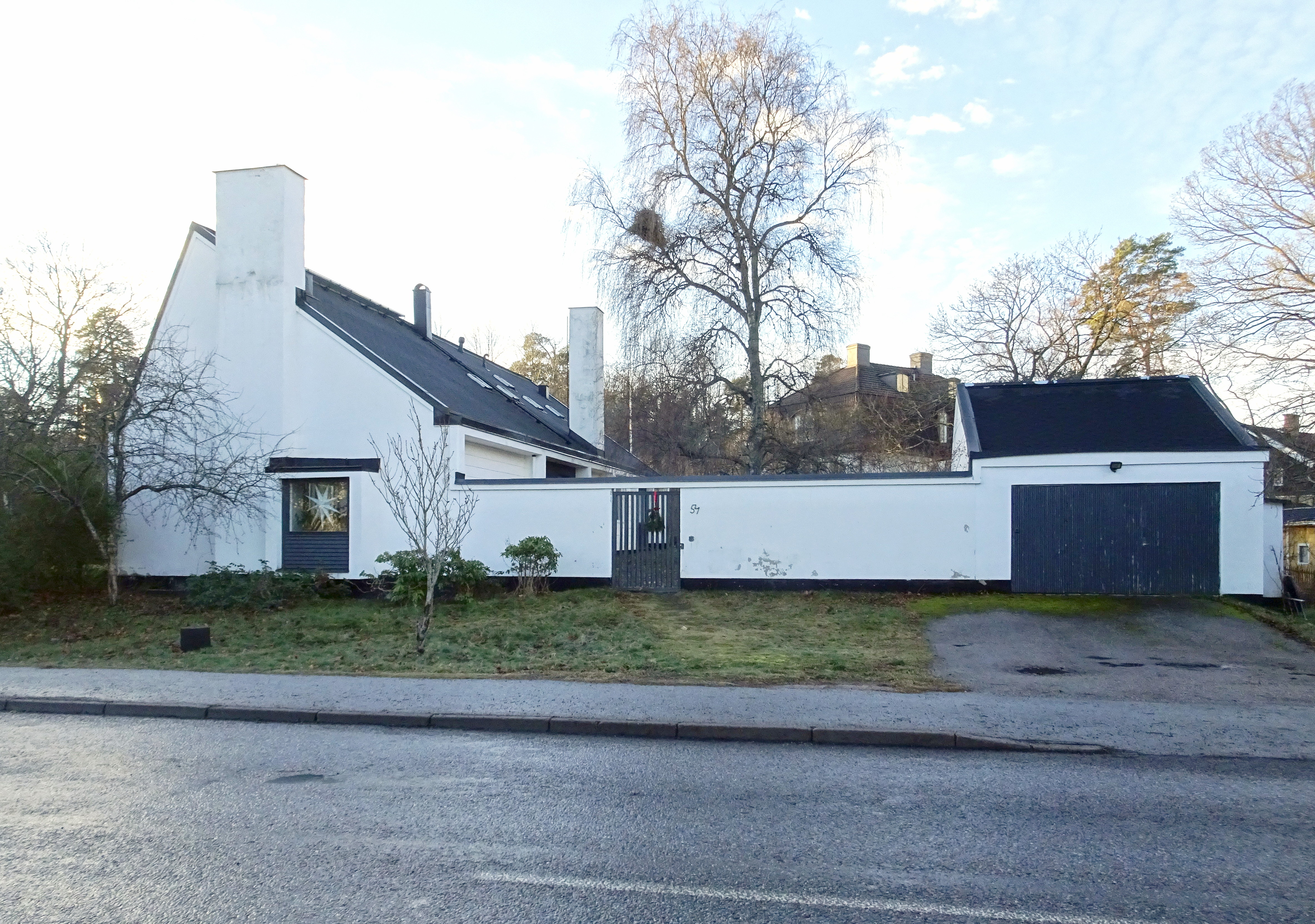
Villa Nilsson, Saltsjö Duvnäs